# ۳۶ (میلادی)
۳۶ (میلادی) سی و ششمین سال تقویم میلادی است.

## رویدادها
بر اساس مکان
چین
- ۲۵ دسامبر - وو هان به نیروهای امپراتور گوانگ وو از سلسله هان شرقی فرمان داد تا امپراتوری جدایی‌طلب چنگجیا را فتح کنند و چین را دوباره متحد سازند.[۱]

امپراتوری روم
- پونتیوس پیلاطس پس از سرکوب شورش سامری‌ها، به روم فراخوانده شد.[۲]
- لوسیوس ویتلیوس در حمایت از مدعی دیگر تاج و تخت، تیرداد سوم، اردوان سوم پارت را شکست داد.[۳]
- هیرود آنتیپاس در جنگی با آرتاشس چهارم نبطیه متحمل خسارات سنگینی شد، که تا حدودی به دلیل طلاق آنتیپاس از دختر آرتاشس بود. به گفته یوسفوس، شکست هیرود در باور عمومی مجازات الهی به دلیل اعدام یحیی تعمید دهنده بود. امپراتور تیبریوس به فرماندار خود در سوریه، ویتلیوس، دستور داد آرتاشس را دستگیر یا بکشد، اما او تمایلی به حمایت از هیرود نداشت و پس از مرگ تیبریوس در سال ۳۷ میلادی، لشکرکشی خود را رها کرد.[۴]
- مارسلوس فرماندار یهودیه و سامریه می‌شود.

## زادگان
- لوسیوس آنیوس وینیسیانوس، سناتور رومی و لگاتوس در جنگ روم و اشکانی ۵۸–۶۳.

## درگذشتگان
- ۲۴ دسامبر - گونگسون شو، امپراتور چینی چنگجیا

- گایوس سولپیسیوس گالبا، سناتور و کنسول رومی

- تراسیلوس مندسی، دستور زبان‌شناس و ستاره‌شناس یونانی

- ویبولنوس آگریپا، نجیب‌زاده و شوالیه رومی (مذکر)